# Иоселиани, Нана Михайловна
На́на Михайловна Иоселиани (груз. ნანა მიხეილის ასული იოსელიანი; род. 12 февраля 1962, Тбилиси) — советская и грузинская шахматистка, в 1980 – гроссмейстер среди женщин, дважды претендентка на звание чемпионки мира. С 2003 года не участвует в международных соревнованиях.

## Карьера
Гроссмейстер Нана Иоселиани родилась в Тбилиси 12 февраля 1962 года. В 1978 и 1979 годах становилась чемпионкой Европы по шахматам среди девушек. В 1981 (первое место поделено) и 1982 годах стала чемпионкой СССР среди женщин. В 1979 году выиграла межзональный турнир в Рио-де-Жанейро в цикле претенденток на звание чемпионки мира, в 1980 году Нана стала гроссмейстером, в том же 1980 году выиграла полуфинальный матч претенденток у Ноны Гаприндашвили, но в следующем, 1981 году в Тбилиси проиграла финальный матч Нане Александрии  со счётом - 2,5:6,5. В 1985 году неудачно выступила на межзональном турнире в Гаване, разделив третье-пятое места, и не попала на турнир претенденток в Мальмё. В 1987 году выиграла межзональный турнир в Тузле и получила право оспаривать титул чемпионки мира у Майи Чибурданидзе. Матч состоялся в 1988 году в Телави и закончился победой Чибурданидзе 8,5:7,5. В 1993 году играла матч на титул чемпионки мира с Се Цзюнь и также проиграла (2.5:8.5).
С 1980 по 2002 год участвовала в восьми шахматных олимпиадах, на двух в составе сборной СССР и на шести в составе сборной Грузии. В общей сложности завоевала 14 медалей, в том числе 7 золотых (2 индивидуальных и 5 командных), 4 серебряных и 3 бронзовых.
Достигла наивысшего рейтинга (2520 пунктов) в июле 1997 года, разделив четвёртое-пятое места с Пиа Крамлинг в мировом рейтинге ФИДЕ, вслед за сёстрами Юдит и Жужей Полгар и Майей Чибурданидзе. Последнее значение рейтинга (2475 пунктов) было зафиксировано в январе 2003 года. С тех пор Нана Иоселиани не провела ни одной игры на международном уровне.
С 1994 живёт в Чехии. Была замужем за Гурамом Мгеладзе, бывшим советским партийным деятелем и предпринимателем, есть дочь Нино.

## Изменения рейтинга
| Графики недоступны из-за технических проблем. См. информацию на Фабрикаторе и на mediawiki.org. |